# Ernie Kovacs

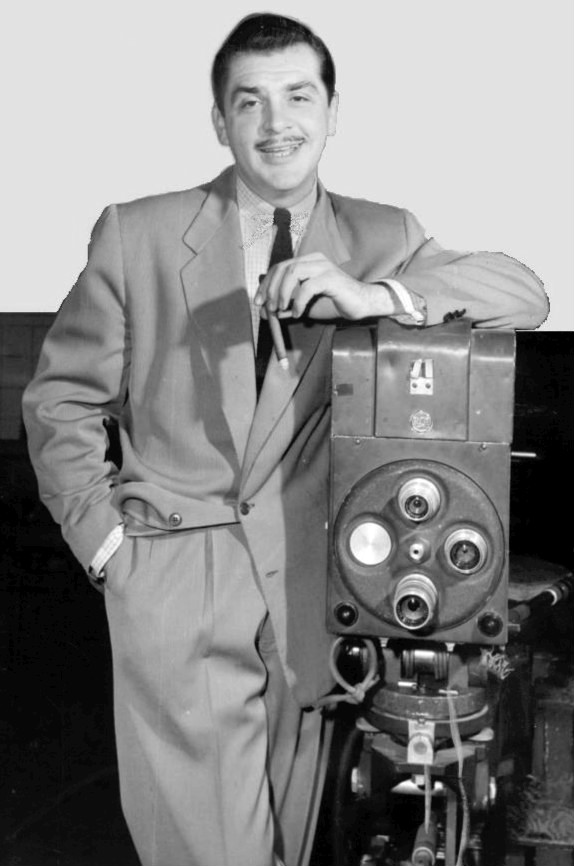
Ernie Kovacs (1956)

Ernest Edward „Ernie“ Kovacs (* 23. Januar 1919 in Trenton, New Jersey; † 13. Januar 1962 in Beverly Hills, Los Angeles, Kalifornien) war ein US-amerikanischer Schauspieler, Komiker und Musiker.

## Leben und Karriere
Kovacs war Sohn ungarischer Einwanderer. Er absolvierte die New York School of Theatre und erhielt 1951 seine erste eigene Fernsehshow mit dem Titel Time for Ernie. Danach moderierte er mit Ernie in Kovacsland und The Ernie Kovacs Show zwei weitere Sendungen, die ihm mehrere Emmy-Nominierungen einbrachten.
Daneben trat er in einer Reihe von Filmproduktionen auf, unter anderem in Meine Braut ist übersinnlich mit James Stewart und Jack Lemmon und in Land der tausend Abenteuer mit John Wayne.
Als Musiker komponierte er eine Reihe erfolgreicher Songs, die er oft in seinen Fernsehshows verwendete.
Er war zweimal verheiratet und hat drei Kinder. 
Am 13. Januar 1962 verlor er in Beverly Hills auf der Heimfahrt von einer Party die Kontrolle über seinen Chevrolet Corvair und prallte gegen einen Betonpfeiler. Er war sofort tot. 
Er hinterließ seiner zweiten Ehefrau Edie Adams hohe Steuerschulden, die sie durch Gagen für Fernsehauftritte und Spenden von befreundeten Prominenten beglich.
Kovacs wurde mit einem Stern auf dem Hollywood Walk of Fame geehrt.

## Filmografie (Auswahl)
- 1951: Ernie in Kovacsland (Fernsehserie)
- 1951: Time for Ernie (Fernsehserie)
- 1952–1956: The Ernie Kovacs Show (Fernsehserie)
- 1957: Selten so gelacht (Operation Madball)
- 1958: Meine Braut ist übersinnlich (Bell, Book and Candle)
- 1959: Mit mir nicht, meine Herren (It Happened to Jane)
- 1959: Unser Mann in Havanna (Our Man in Havana)
- 1960: Pepe – Was kann die Welt schon kosten (Pepe)
- 1960: Fremde, wenn wir uns begegnen (Strangers When We Meet)
- 1960: Land der tausend Abenteuer (North to Alaska)
- 1960: Unrasiert und fern der Heimat (Wake Me When It’s Over)
- 1961: Ganoven gehen an Bord (Sail a Crooked Ship)
- 1961: Schöne Witwen sind gefährlich (Five Golden Hours)